# Frea senilis
Frea senilis là một loài bọ cánh cứng trong họ Cerambycidae.